# 髙森美由紀
髙森 美由紀（たかもり みゆき、1980年 - ）は、日本の小説家。

## 経歴・人物
青森県出身。青森県立八戸西高等学校を卒業する。地元で勤務する傍ら児童文学の創作に励む。
2012年、「咲くんだ また」（刊行時『いっしよにアんべ！』に改題）で公益財団法人ちゅうでん教育振興財団が主催する第15回ちゅうでん児童文学賞大賞を受賞する。2014年、『ジャパン・ディグニティ』で株式会社産業編集センター出版部が主催する第1回暮らしの小説大賞を受賞する。2015年、『いっしよにアんべ！』で一般社団法人日本児童文芸家協会が主催する第44回児童文芸新人賞を受賞する。2017年、『花木荘のひとびと』で集英社が主催する第84回ノベル大賞大賞を受賞する。
好きな作家として、群ようこ、さくらももこ、東海林さだおを挙げている。
2023年に『ジャパン・ディグニティ』が『バカ塗りの娘』として映画化された。

## 作品リスト
- いっしょにアんベ！（2014年2月 フレーベル館）ISBN 978-4-577-04168-0 《絵：ミロコマチコ》
- ジャパン・ディグニティ（2014年10月 産業編集センター）ISBN 978-4-86311-101-1
- おひさまジャム果風堂（2015年8月 産業編集センター）ISBN 978-4-86311-120-2
- ケンガイにっ！（2016年3月 フレーベル館）ISBN 978-4-577-04348-6 《絵：加藤休ミ》
- お手がみください（2016年9月 産業編集センター）ISBN 978-4-86311-135-6
- 妖精のスープ（2017年10月 あかね書房）ISBN 978-4-251-04431-0 《絵：井田千秋》
- みさと町立図書館分館（2017年10月 産業編集センター）ISBN 978-4-86311-165-3
- 助っ人マスター（2017年11月 フレーベル館）ISBN 978-4-577-04575-6
- 花木荘のひとびと（2017年12月 集英社オレンジ文庫）ISBN 978-4-08-680166-9
- 山の上のランチタイム（2019年11月 中央公論社）ISBN
- 柊先生の小さなキッチン（2021年3月 集英社オレンジ文庫）ISBN 978-4-08-680371-7 《絵：pon-marsh》
- 柊先生の小さなキッチン ~雨のち晴れの林檎コンポート~ (2021年9月 集英社オレンジ文庫) ISBN 978-4-08-680406-6 《絵：pon-marsh》

みとりしシリーズ
- みとりし（2018年3月 産業編集センター）ISBN 978-4-86311-182-0
- ペットシッターちいさなあしあと（2018年8月 産業編集センター）ISBN 978-4-86311-197-4

### アンソロジー
「」内が高森美由紀の作品
- そしてぼくらは仲間になった（2018年11月 ポプラ社）ISBN 978-4-591-16037-4 「ブリリアントなサルビアを」

文学賞作品集
- 風花 ゆきのまち幻想文学賞 小品集21（2012年3月 企画集団ぷりずむ）ISBN 978-4-906691-42-5 「カフェオレの湯気の向こうに」
  - 第21回ゆきのまち幻想文学賞 佳作[9]
- ハートフル童話集2012（2012年5月 けやきの街）ISBN 9784906218509 「ジャンジャンハンバーグ」
  - 第5回 宮城学院ハートフル童話賞 《大学・一般の部》 佳作[10]
- 第2回 東奥文学賞 作品集（2013年4月 東奥日報社）ISBN 9784885611308 「雨やどり」
  - 第2回東奥文学賞 次点[11]